# مو هرکول
مو هرکول یک ستاره است که در صورت فلکی زانوزده قرار دارد.